# Waterlepeltje
Het waterlepeltje (Ludwigia palustris, synoniem: Isnardia palustris L.) is een vaste plant, die behoort tot de teunisbloemfamilie (Onagraceae). Het waterlepeltje wordt gehouden als vijver- en aquariumplant.
De plant wordt 15-30 cm hoog en heeft een kruipende groei. De stengels wortelen op de knopen. De olijfgroene tot bruinrode eironde bladeren zijn tegenoverstaand en hebben een wigvormige basis. Boven het water groeiende bladeren zijn tot 3 cm lang en 2,2 cm breed.
Het waterlepeltje bloeit in juli en augustus. De in het oksel van het blad zittende ongeveer 2 cm grote bloem heeft geen kroonbladen en bestaat uit vier kelkbladen zonder kelkbuis met evenzoveel meeldraden en één stamper.
De vrucht is een doosvrucht met veel kleine zaadjes.
De plant komt voor op matig voedselrijke plaatsen in de omgeving van beken, sloten en plassen en in het water.

## Namen in andere talen
De namen in andere talen kunnen vaak eenvoudig worden opgezocht met de interwiki-links.
- Duits: Sumpf-Ludwigie, Sumpf-Heusenkraut, Sumpflöffelchen
- Engels: Marsh seedbox, water purslane
- Frans: Ludwigia des marais

## Voorkomen
De soort staat op de Nederlandse Rode lijst van planten als zeer zeldzaam en zeer sterk afgenomen. De soort komt voor in Europa, Azië, Noord-Amerika, Midden-Amerika, het noorden van Zuid-Amerika en Noord-Afrika. Van daaruit is de soort verspreid naar Zuid-Afrika, Hawaï, Nieuw-Zeeland en Australië